# 1876 no beisebol

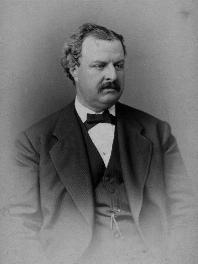
William Hulbert, fundador da Liga Nacional, a primeira "grande" liga.

Após uma existência tumultuosa de cinco anos, a National Association of Professional Base Ball Players (NA) fechou após a temporada de 1875. A  National League of Professional Base Ball Clubs (NL) foi formada em Chicago, Illinois pelo empresário e proprietário do  Chicago White Stockings, William Hulbert, com o propósito de substituir a NA, que ele acreditava ter sido corrupta, mau administrada, cheio de vagabundos, jogadores bêbados e sob a influência da comunidade de apostas. Uma das novas regras impostas pela nova liga era a de que todas equipes tinham que ser localizadas em cidades com população com 75.000 ou mais habitantes. A temporada inicial da NL começou com oito times e foi pedido que eles jogassem 70 jogos entre 22 de abril e 21 de outubro. A Liga Nacional é considerada a primeira "grande liga", embora tem sido argumentada que a NA possa ser considerada a primeira.

## Campeões
- Liga Nacional: Chicago White Stockings
- Campeão do Oeste: St. Louis Brown Stockings[5] (Pós-temporada não oficial)

Quatro equipes semi-profissionais jogaram em 1876. Foram eles: o Binghamton Crickets, o Columbus Buckeyes, o Pittsburgh Alleghenys e o  Syracuse Stars. Na competição contra os clubes da Liga Nacional estes 4 times semi-profissionais jogaram 32 partidas – vencendo 16, perdendo 14 e empatando 2 vezes. Dos 60 jogadores destes 4 times semi-profissionais, não menos do que 50 acabaram jogando na Liga Nacional nas próximas 5 temporadas.

## Times e aproveitamento
| Time                      | Vitórias | Derrotas |
| ------------------------- | -------- | -------- |
| Chicago White Stockings   | 52       | 14       |
| Hartford Dark Blues       | 47       | 21       |
| St. Louis Brown Stockings | 45       | 19       |
| Boston Red Caps           | 39       | 31       |
| Louisville Grays          | 30       | 36       |
| New York Mutuals          | 21       | 35       |
| Philadelphia Athletics    | 14       | 45       |
| Cincinnati Reds           | 9        | 56       |

## Líderes
| Liga Nacional      |                       |             |  |
| Tipo               | Nome                  | Estatística |  |
| Média em rebatidas | Ross Barnes (CHC)     | 42,9%       |  |
| HR                 | George Hall (ATH)     | 5           |  |
| RBI                | Deacon White (CHC)    | 60          |  |
| Vitórias           | Albert Spalding (CHC) | 47          |  |
| ERA                | George Bradley (STL)  | 1.23        |  |
| Strikeouts         | Jim Devlin (LOU)      | 122         |  |

## Eventos
| Data            | Local        | Estádio                    | Evento | Ref                 |
| --------------- | ------------ | -------------------------- | --- | ------------------- |
| 2 de fevereiro  | Chicago      |                            | William Hulbert organizou a National League of Professional Base Ball Clubs, substituindo a National Association of Professional Base Ball Players, que encerrou as atividades na conclusão da temporada de 1875. Morgan Bulkeley, proprietário do Hartford Dark Blues, é escolhido para ser o primeiro Presidente da liga. | [ 1 ]               |
| 12 de fevereiro | Chicago      |                            | Após se juntar ao Chicago White Stockings como jogador, Albert Spalding anunciou seu plano de abrir uma loja de artigos esportivos em Chicago; conhecida hoje como Spalding. | [ 7 ] [ 8 ]         |
| 22 de abril     | Philadelphia | Athletic Park              | O Boston Red Caps bateram o Philadelphia Athletics pelo placar de 6–5, no primeiro jogo da NL. Joe Borden, que arremessou usando o pseudônimo Joe Josephs, é o primeiro arremessador vitorioso e Jim O'Rourke conseguiu a primeira rebatida da liga. | [ 7 ] [ 9 ]         |
| 25 de abril     | Louisville   | Louisville Baseball Park   | No primeiro jogo do Chicago White Stockings, Albert Spalding conseguiu o primeiro shutout da Liga Nacional na vitória sobre o Louisville Grays pelo placar de 4–0. Spalding conseguiui outro shutout no segundo jogo do White Stockings, em 25 de abril, também contra o Louisville. | [ 7 ] [ 10 ]        |
| 2 de maio       | Cincinnati   | Avenue Grounds             | Ross Barnes do Chicago White Stockings rebateu o primeiro home run da Liga Nacional, um inside-the-park home run contra o arremessador Cherokee Fisher do Cincinnati Red Stockings. | [ 7 ] [ 11 ]        |
| 13 de maio      | Hartford     | Hartford Ball Club Grounds | O New York Mutuals conseguiu uma queimada tripla na derrota para o Hartford Dark Blues. | [ 7 ] [ 12 ] [ 13 ] |
| 25 de maio      | Philadelphia | Jefferson Street Grounds   | O jogo entre o Philadelphia Athletics e o Louisville Grays terminou empatado em 2–2, o primeiro jogo a terminar empatado na LN e na história das grandes ligas. | [ 7 ] [ 14 ] [ 15 ] |
| 30 de maio      | New York     | Union Grounds              | No jogo entre o Louisville Grays e o New York Mutuals, o campista direito do Louisville, George Bechtel, cometeu três do nove erros que levou a derrota da equipe. Os donos do Louisville suspeitaram que ele intencionalmente "arranjou" o jogo cometendo erros intencionais para garantir uma aposta vencedora a ele e outros apostadores. A diretoria do time interceptou um telegrama datado de 10 de junho em que Bechtel conspirara para perder o jogo naquele dia. Bechtel se recusou a se demitir quando foi confrontado com a evidência, então o Louisville o baniu de seu time. | [ 16 ]              |
| 14 de junho     | Philadelphia | Jefferson Street Grounds   | George Hall e Ezra Sutton do Philadelphia Athletics rebateram, cada um, triplas na vitória por 20–5 contra o Cincinnati Red Stockings, os únicos dois companheiros de time a conseguir tal feito. | [ 7 ] [ 17 ]        |
| 17 de junho     | Philadelphia | Jefferson Street Grounds   | Na vitória por 23–15 sobre o Cincinnati Red Stockings, George Hall do Philadelphia Athletics se torna o primeiro jogador das grandes ligas a rebater dois home runs em um único jogo. | [ 17 ] [ 18 ]       |
| 27 de junho     | Chicago      | 23rd Street Grounds        | Davy Force do Philadelphia Athletics conseguiu seis rebatidas em seis vezes ao bastão na vitória por 14–13 contra o Chicago White Stockings e Albert Spalding. Foi o primeiro jogador das grandes ligas a conseguir seis rebatidas em um jogo de nove entradas. | [ 7 ] [ 10 ] [ 19 ] |
| 15 de julho     | St. Louis    | Grand Avenue Park          | George Bradley do St. Louis Brown Stockings arremessou o primeiro no-hitter da história da MLB, um vitória por 2–0 contra o Hartford Dark Blues. Foi o segundo no-hitter anotado em jogos profissionais, após o no-hitter de Joe Borden em 28 de julho de 1875. | [ 20 ] [ 21 ]       |
| 25 de julho     | Chicago      | 23rd Street Grounds        | Cal McVey do Chicago White Stockings conseguiu seis rebatidas pelo segundo jogo de nove entradas consecutivo. Totalizou 15 rebatidas nos últimos três jogos e 18 rebatidas nos últimos quatro, ambos recordes. Após conseguir mais duas rebatidas em 27 de julho e mais quatro em 29 de julho, McVey empataria seu próprio recorde de 18 rebatidas em quatro jogos. | [ 7 ] [ 10 ]        |
| 4 de agosto     | Louisville   | Louisville Baseball Park   | Atrás do Chicago White Stockings no placar e com chuva iminente, o Louisville Grays parou o jogo cometendo erro após erro até que o umpire paralizasse o jogo por desistência. O resultado do jogo. O jogo seria mais tarde removido da tabela oficials. | [ 7 ]               |
| 21 de agosto    | St. Louis    | Grand Avenue Park          | Na nona entrada e com o plcar empatado em 6–6, o jogo entre o Chicago White Stockings e o St. Louis Brown Stockings, um rebatedor do St. Louis rebateu uma bola que atingiu um corredor vindo da terceira base. O árbitro decidiu que o corredor estava apto a anotar corrida, então o Chicago deixou o campo em protesto. O árbitro então deu vitória ao St. Louis. | [ 22 ]              |
| 5 de setembro   | New York     | Union Grounds              | George Bradley do St. Louis Brown Stockings anotou seu 16º shutout da temporada na vitória por 9–0 sobre o New York Mutuals. Este total de 16 shutouts foi empatado por Grover Cleveland Alexander, do Philadelphia Phillies em 1916. | [ 20 ] [ 23 ]       |
| 11 de setembro  | Philadelphia |                            | O Philadelphia Athletics informa ao escritório da liga que não serão capazes de fazer seus jogos no Oeste devido a dificuldade financeiras. O proprietário do Athletics sugeriu que o Chicago White Stockings e o St. Louis Brown Stockings joguem as partidas adicionais na Filadélfia, pegassem uma porção maior dos ganhos de bilheteria, e assim, levantassem o total necessário para finalizar suas temporadas, o que foi negado. | [ 7 ]               |
| 16 de setembro  | New York     |                            | O New York Mutuals informa ao escritório da liga que não serão capazes de fazer seus jogos no Oeste devido à falta de fundos. | [ 7 ]               |
| 26 de setembro  | Chicago      | 23rd Street Grounds        | o Chicago White Stockings conquista a primeira flâmula da National League na vitória por 7–6 contra o Hartford Dark Blues. | [ 7 ] [ 10 ]        |
| 23 de outubro   | Chicago      |                            | O Chicago Tribune publica suas estatística de fim de ano, uma das quais seria a recentemente criada, média de rebatidas; a primeira instância conhecida dessta estatística a ser publicada. | [ 7 ]               |
| 10 de dezembro  | Cleveland    |                            | Durante o "Encontro de Inverno" da NL, foi anunciado que William Hulbert foi eleito Presidente da liga e o Philadelphia Athletics e o New York Mutuals foram expulsos por não completarem a sua programação necessária na temporada 1876. | [ 24 ]              |

## Transações

### Free agents
- Chicago White Stockings assinou com Cap Anson como free agent.[25]
- Hartford Dark Blues assinou com Candy Cummings como free agent.[25]
- Boston Red Caps assinou com George Wright como free agent.[25]

### Empréstimos
- 10 de agosto – O New York Mutuals emprestou Nealy Phelps para o Philadelphia Athletics. Phelps retornou para o Mutuals no mesmo dia.[25]

## Mortes
| Data          | Data da morte                               |
| Nome          | Nome do indivíduo                           |
| Idade         | Idade ao morrer                             |
| Causa         | Causa da morte                              |
| Cemitério     | Local do enterro                            |
| Cidade/Estado | Cidade e estado do enterro                  |
| Temporadas    | Temporadas em que o indivíduo jogou         |
| Times         | Times em que o indivíduo jogou ou gerenciou |

| Data          | Nome       | Idade | Causa       | Cemitério               | Cidade/Estado         | Temporadas | Times                                             | Ref           |
| ------------- | ---------- | ----- | ----------- | ----------------------- | --------------------- | ---------- | ------------------------------------------------- | ------------- |
| 29 de maio    | Tom Miller | 26?   | Malária     | Evergreen Memorial Park | Bensalem, Pensilvânia | 1874–1875  | Philadelphia Athletics, St. Louis Brown Stockings | [ 26 ] [ 27 ] |
| 18 de outubro | Bub McAtee | 31    | Tuberculose | St. John Cemetery       | Troy, Nova Iorque     | 1871–1872  | Chicago White Stockings, Troy Haymakers           | [ 28 ] [ 29 ] |